# Mannschaftskader der Chinesischen Mannschaftsmeisterschaft im Schach 2015
Die Liste der Mannschaftskader der Chinesischen Mannschaftsmeisterschaft im Schach 2015 enthält alle Spieler, die für die Chinesische Mannschaftsmeisterschaft im Schach 2015 gemeldet wurden mit ihren Einzelergebnissen.

## Allgemeines
Die Zahl der gemeldeten Spieler war nicht beschränkt. Während Chongqing und Jiangsu Green Sheep Springs in allen Wettkämpfen die gleichen fünf Spieler aufstellte, setzte Qingdao School elf Spieler ein. Insgesamt kamen 86 der 97 gemeldeten Spieler zum Einsatz, von denen 31 alle Wettkämpfe mitspielten.
Punktbeste Spielerin war Ju Wenjun (Shanghai) mit 17,5 Punkten aus 22 Partien. Yu Yangyi (Beijing) erreichte 16,5 Punkte aus 22 Partien, Bu Xiangzhi (Chongqing) 16 Punkte aus 22 Partien.
Kein Spieler erreichte 100 %, das prozentual beste Ergebnis gelang Iwan Popow (Hangzhou) mit 3,5 Punkten aus 4 Partien.

## Legende
Die nachstehenden Tabellen enthalten folgende Informationen:
- Nr.: Ranglistennummer
- Titel: FIDE-Titel zu Saisonbeginn (Eloliste vom April 2015); GM = Großmeister, IM = Internationaler Meister, FM = FIDE-Meister, WGM = Großmeister der Frauen, WIM = Internationaler Meister der Frauen, WFM = FIDE-Meister der Frauen, CM = Candidate Master, WCM = Candidate Master der Frauen
- Elo: Elo-Zahl zu Saisonbeginn (Eloliste vom April 2015), sofern vorhanden
- Nation: Nationalität gemäß Eloliste vom April 2015; AZE = Aserbaidschan, CHN = China, GEO = Georgien, INA = Indonesien, IND = Indien, MGL = Mongolei, RUS = Russland, UKR = Ukraine, VIE = Vietnam
- G: Anzahl Gewinnpartien
- R: Anzahl Remispartien
- V: Anzahl Verlustpartien
- Pkt.: Anzahl der erreichten Punkte
- Partien: Anzahl der gespielten Partien

## Beijing North Olympic
| Nr. | Titel | Name       | Elo  | Nation | G  | R | V | Pkt. | Partien |
| --- | ----- | ---------- | ---- | ------ | -- | - | - | ---- | ------- |
| 1   | GM    | Yu Yangyi  | 2724 | CHN    | 12 | 9 | 1 | 16,5 | 22      |
| 2   | GM    | Wang Hao   | 2713 | CHN    | 8  | 8 | 3 | 12   | 19      |
| 3   | GM    | Xiu Deshun | 2557 | CHN    | 4  | 7 | 4 | 7,5  | 15      |
| 4   | IM    | Wang Yiye  | 2433 | CHN    | 1  | 6 | 3 | 4    | 10      |
| 5   | GM    | Zhao Xue   | 2527 | CHN    | 11 | 5 | 5 | 13,5 | 21      |
| 6   | WGM   | Wang Jue   | 2365 | CHN    | 8  | 6 | 2 | 11   | 16      |
| 7   |       | Liao Rui   | 1837 | CHN    | 0  | 0 | 0 | 0    | 0       |
| 8   | GM    | D. Harika  | 2508 | IND    | 3  | 4 | 0 | 5    | 7       |

## Chongqing
| Nr. | Titel | Name        | Elo  | Nation | G  | R  | V | Pkt. | Partien |
| --- | ----- | ----------- | ---- | ------ | -- | -- | - | ---- | ------- |
| 1   | IM    | Wang Chen   | 2500 | CHN    | 6  | 10 | 6 | 11   | 22      |
| 2   | GM    | Zhou Weiqi  | 2627 | CHN    | 11 | 8  | 3 | 15   | 22      |
| 3   | GM    | Bu Xiangzhi | 2681 | CHN    | 10 | 12 | 0 | 16   | 22      |
| 4   | IM    | Wang Yaoyao | 2414 | CHN    | 0  | 0  | 0 | 0    | 0       |
| 5   | WGM   | Huang Qian  | 2473 | CHN    | 10 | 9  | 3 | 14,5 | 22      |
| 6   | WGM   | Tan Zhongyi | 2487 | CHN    | 9  | 11 | 2 | 14,5 | 22      |

## Tianjin Chunhua campus
| Nr. | Titel | Name                | Elo  | Nation | G  | R  | V | Pkt. | Partien |
| --- | ----- | ------------------- | ---- | ------ | -- | -- | - | ---- | ------- |
| 1   | GM    | Wang Yue            | 2726 | CHN    | 6  | 13 | 3 | 12,5 | 22      |
| 2   | GM    | Ma Qun              | 2609 | CHN    | 7  | 11 | 4 | 12,5 | 22      |
| 3   | FM    | Xu Yang             | 2359 | CHN    | 0  | 0  | 0 | 0    | 0       |
| 4   |       | Li Yankai           | 2175 | CHN    | 0  | 0  | 0 | 0    | 0       |
| 5   | WIM   | Ni Shiqun           | 2315 | CHN    | 6  | 12 | 2 | 12   | 20      |
| 6   | WGM   | Ning Chunhong       | 2292 | CHN    | 0  | 0  | 2 | 0    | 2       |
| 7   |       | Hou Yungqi          |      | CHN    | 0  | 0  | 0 | 0    | 0       |
| 8   | GM    | Bela Chotenaschwili | 2513 | GEO    | 14 | 2  | 6 | 15   | 22      |
| 9   | GM    | Wladimir Malachow   | 2706 | RUS    | 9  | 12 | 1 | 15   | 22      |

## Shanghai Jianqiao University
| Nr. | Titel | Name          | Elo  | Nation | G  | R  | V | Pkt. | Partien |
| --- | ----- | ------------- | ---- | ------ | -- | -- | - | ---- | ------- |
| 1   | GM    | Ni Hua        | 2704 | CHN    | 3  | 14 | 2 | 10   | 19      |
| 2   | GM    | Zhou Jianchao | 2578 | CHN    | 10 | 9  | 3 | 14,5 | 22      |
| 3   | IM    | Lou Yiping    | 2453 | CHN    | 1  | 11 | 4 | 6,5  | 16      |
| 4   | FM    | Xu Yi         | 2356 | CHN    | 3  | 3  | 3 | 4,5  | 9       |
| 5   | GM    | Ju Wenjun     | 2557 | CHN    | 15 | 5  | 2 | 17,5 | 22      |
| 6   | WGM   | Zhang Xiaowen | 2342 | CHN    | 9  | 12 | 1 | 15   | 22      |
| 7   | WGM   | Wang Pin      | 2394 | CHN    | 0  | 0  | 0 | 0    | 0       |

## Hangzhou
| Nr. | Titel | Name        | Elo  | Nation | G | R  | V | Pkt. | Partien |
| --- | ----- | ----------- | ---- | ------ | - | -- | - | ---- | ------- |
| 1   | GM    | Rui Gao     | 2533 | CHN    | 7 | 9  | 6 | 11,5 | 22      |
| 2   | IM    | Bai Jinshi  | 2518 | CHN    | 2 | 17 | 3 | 10,5 | 22      |
| 3   |       | Wu Kaiyu    | 2301 | CHN    | 0 | 0  | 0 | 0    | 0       |
| 4   | WGM   | Lei Tingjie | 2444 | CHN    | 7 | 8  | 5 | 11   | 20      |
| 5   | WIM   | Gu Tianlu   | 2182 | CHN    | 5 | 6  | 9 | 8    | 20      |
| 6   | WIM   | Yu Ting     | 2151 | CHN    | 0 | 0  | 1 | 0    | 1       |
| 7   | GM    | Igor Lyssy  | 2691 | RUS    | 7 | 9  | 2 | 11,5 | 18      |
| 8   | GM    | Iwan Popow  | 2661 | RUS    | 3 | 1  | 0 | 3,5  | 4       |
| 9   | WGM   | Olga Girja  | 2464 | RUS    | 0 | 2  | 1 | 1    | 3       |

## Jiangsu Green Sheep Springs
| Nr. | Titel | Name       | Elo  | Nation | G  | R  | V  | Pkt. | Partien |
| --- | ----- | ---------- | ---- | ------ | -- | -- | -- | ---- | ------- |
| 1   | GM    | Hou Yifan  | 2683 | CHN    | 0  | 0  | 0  | 0    | 0       |
| 2   | GM    | Wei Yi     | 2706 | CHN    | 10 | 9  | 3  | 14,5 | 22      |
| 3   | GM    | Yu Ruiyuan | 2571 | CHN    | 1  | 14 | 7  | 8    | 22      |
| 4   | IM    | Lin Chen   | 2448 | CHN    | 2  | 10 | 10 | 7    | 22      |
| 5   | IM    | Guo Qi     | 2443 | CHN    | 10 | 9  | 3  | 14,5 | 22      |
| 6   | IM    | Shen Yang  | 2459 | CHN    | 7  | 12 | 3  | 13   | 22      |

## Shandong Jingzhi wine
| Nr. | Titel | Name                    | Elo  | Nation | G  | R  | V  | Pkt. | Partien |
| --- | ----- | ----------------------- | ---- | ------ | -- | -- | -- | ---- | ------- |
| 1   | GM    | Zhao Jun                | 2621 | CHN    | 4  | 13 | 5  | 10,5 | 22      |
| 2   | GM    | Wen Yang                | 2573 | CHN    | 10 | 8  | 4  | 14   | 22      |
| 3   | IM    | Liu Qingnan             | 2510 | CHN    | 6  | 8  | 8  | 10   | 22      |
| 4   |       | Chen Peng               | 2263 | CHN    | 0  | 0  | 0  | 0    | 0       |
| 5   | WFM   | Xiao Yiyi               | 2218 | CHN    | 6  | 5  | 8  | 8,5  | 19      |
| 6   | WIM   | Xu Huahua               | 2105 | CHN    | 3  | 5  | 14 | 5,5  | 22      |
| 7   | WGM   | Zhang Jilin             | 2250 | CHN    | 0  | 0  | 0  | 0    | 0       |
| 8   | IM    | Irine Kharisma Sukandar | 2427 | INA    | 0  | 0  | 3  | 0    | 3       |

## Zhejiang
| Nr. | Titel | Name                | Elo  | Nation | G  | R  | V | Pkt. | Partien |
| --- | ----- | ------------------- | ---- | ------ | -- | -- | - | ---- | ------- |
| 1   | GM    | Ding Liren          | 2755 | CHN    | 11 | 4  | 0 | 13   | 15      |
| 2   | GM    | Lu Shanglei         | 2570 | CHN    | 7  | 11 | 4 | 12,5 | 22      |
| 3   |       | Xu Minghui          | 2229 | CHN    | 0  | 4  | 7 | 2    | 11      |
| 4   |       | Lan Zilun           | 2180 | CHN    | 1  | 5  | 5 | 3,5  | 11      |
| 5   | WGM   | Ding Yixin          | 2434 | CHN    | 5  | 12 | 5 | 11   | 22      |
| 6   | WFM   | Qiu Mengjie         | 2122 | CHN    | 2  | 3  | 4 | 3,5  | 9       |
| 7   |       | Zhu Jiner           | 1989 | CHN    | 2  | 3  | 8 | 3,5  | 13      |
| 8   | GM    | Maxim Matlakow      | 2693 | RUS    | 2  | 2  | 0 | 3    | 4       |
| 9   | GM    | Wladimir Fedossejew | 2674 | RUS    | 0  | 2  | 1 | 1    | 3       |

## Guangdong Shenzhen Dapeng Fortress
| Nr. | Titel | Name                    | Elo  | Nation | G | R  | V  | Pkt. | Partien |
| --- | ----- | ----------------------- | ---- | ------ | - | -- | -- | ---- | ------- |
| 1   | GM    | Li Shilong              | 2508 | CHN    | 5 | 8  | 3  | 9    | 16      |
| 2   | GM    | Zeng Chongsheng         | 2541 | CHN    | 6 | 7  | 9  | 9,5  | 22      |
| 3   |       | Xu Yinglun              | 2443 | CHN    | 3 | 10 | 7  | 8    | 20      |
| 4   | FM    | Zhu Yi                  | 2288 | CHN    | 1 | 0  | 3  | 1    | 4       |
| 5   |       | Li Xueyi                | 2190 | CHN    | 3 | 7  | 8  | 6,5  | 18      |
| 6   |       | Liu Manli               | 2033 | CHN    | 2 | 5  | 11 | 4,5  | 18      |
| 7   | IM    | Batchujagiin Möngöntuul | 2426 | MGL    | 3 | 4  | 1  | 5    | 8       |
| 8   | GM    | Daniil Dubow            | 2655 | RUS    | 3 | 0  | 1  | 3    | 4       |

## Qingdao School
| Nr. | Titel | Name                   | Elo  | Nation | G | R | V  | Pkt. | Partien |
| --- | ----- | ---------------------- | ---- | ------ | - | - | -- | ---- | ------- |
| 1   | IM    | Ma Zhonghan            | 2468 | CHN    | 4 | 9 | 9  | 8,5  | 22      |
| 2   |       | Mu Ke                  | 2392 | CHN    | 2 | 2 | 12 | 3    | 16      |
| 3   |       | Fang Yuxiang           | 2437 | CHN    | 1 | 6 | 2  | 4    | 9       |
| 4   |       | Li Zekai               | 1856 | CHN    | 0 | 0 | 0  | 0    | 0       |
| 5   |       | Yuan Ye                | 2114 | CHN    | 4 | 4 | 5  | 6    | 13      |
| 6   | WIM   | Zhou Guijue            | 2175 | CHN    | 1 | 5 | 6  | 3,5  | 12      |
| 7   | GM    | Ernesto Inarkiew       | 2706 | RUS    | 6 | 4 | 2  | 8    | 12      |
| 8   | GM    | Walentina Gunina       | 2528 | RUS    | 5 | 3 | 4  | 6,5  | 12      |
| 9   | GM    | Wassyl Iwantschuk      | 2733 | UKR    | 0 | 3 | 0  | 1,5  | 3       |
| 10  | GM    | Anna Uschenina         | 2441 | UKR    | 0 | 3 | 0  | 1,5  | 3       |
| 11  | GM    | Nguyễn Ngọc Trường Sơn | 2634 | VIE    | 0 | 3 | 1  | 1,5  | 4       |
| 12  | IM    | Phạm Lê Thảo Nguyên    | 2319 | VIE    | 2 | 1 | 1  | 2,5  | 4       |

## Hebei Sports Lottery
| Nr. | Titel | Name                 | Elo  | Nation | G | R | V  | Pkt. | Partien |
| --- | ----- | -------------------- | ---- | ------ | - | - | -- | ---- | ------- |
| 1   | GM    | Zhang Pengxiang      | 2570 | CHN    | 1 | 6 | 3  | 4    | 10      |
| 2   | GM    | Wang Rui             | 2403 | CHN    | 1 | 4 | 10 | 3    | 15      |
| 3   | IM    | Wan Yunguo           | 2477 | CHN    | 3 | 7 | 11 | 6,5  | 21      |
| 4   |       | Zhang Ziji           | 2223 | CHN    | 2 | 4 | 10 | 4    | 16      |
| 5   | WIM   | Wang Doudou          | 2205 | CHN    | 1 | 7 | 9  | 4,5  | 17      |
| 6   | WIM   | Zhai Mo              | 2324 | CHN    | 8 | 6 | 8  | 11   | 22      |
| 7   |       | Guo Weibao           | 1716 | CHN    | 0 | 0 | 1  | 0    | 1       |
| 8   | GM    | Şəhriyar Məmmədyarov | 2743 | AZE    | 2 | 2 | 0  | 3    | 4       |
| 9   | GM    | Nana Dsagnidse       | 2566 | GEO    | 3 | 0 | 1  | 3    | 4       |

## Chengdu bud team
| Nr. | Titel | Name        | Elo  | Nation | G | R | V  | Pkt. | Partien |
| --- | ----- | ----------- | ---- | ------ | - | - | -- | ---- | ------- |
| 1   | IM    | Liu Guanchu | 2379 | CHN    | 3 | 8 | 7  | 7    | 18      |
| 2   | FM    | Li Di       | 2277 | CHN    | 2 | 5 | 8  | 4,5  | 15      |
| 3   |       | Xu Xiangyu  | 2243 | CHN    | 3 | 9 | 6  | 7,5  | 18      |
| 4   |       | Zhao Yuanhe | 2217 | CHN    | 4 | 4 | 7  | 6    | 15      |
| 5   |       | Ren Xiaoyi  | 2211 | CHN    | 3 | 7 | 12 | 6,5  | 22      |
| 6   | WFM   | Li Yunshan  | 1916 | CHN    | 1 | 9 | 12 | 5,5  | 22      |